# Betty Goes Green
Pour les articles homonymes, voir Betty.
Betty Goes Green est un groupe belge de rock des années 1990.

## Historique
C'est à Hal, province du Brabant flamand (Belgique) que Betty Goes Green voit le jour en 1990, successeur de The Killer T-Bag, groupe fondé en 1987 par Luc Crabbé et sa compagne Nathalie Duyvert. Betty Goes Green sort son premier album, Hell of a Show, en 1991.
En 1992, lors d'un festival aux Pays-Bas, Lou Reed et son guitariste-producteur Mike Rathke tombent sous le charme de ce groupe de rock et Mike Rathke produit leurs deuxième et troisième albums.
En 1993, le guitariste Pieter De Cort, atteint d'un cancer, cède sa place au sein du groupe à Tjenne Berghmans, ancien guitariste de Clouseau, pour l'enregistrement du troisième album. Il décède en 1994.
1996 marque un pas en arrière pour Betty Goes Green, qui quitte une major, BMG, pour enregistrer son quatrième album, Hedonic Tone, sur un petit label. Une tournée européenne en support de Lou Reed s'ensuit. Le cinquième album du groupe, The Well, marque le retour du groupe sur une maison de disques importante, Sony. The Well, le single issu de l'album, devient un hit radio.[réf. nécessaire]
Malheureusement, des divergences musicales avec Sony pour la production de leur sixième album entraînent une rupture de contrat en 1999. Retour chez un petit label, qui produit Dreamers & Lovers en 2000, année des dix ans d'existence du groupe. C'est le chant du cygne pour Betty Goes Green qui se sépare peu après. Luc Crabbé fondera dès 2001 Telstar en compagnie de Joël Bacart puis entamera en 2006 une carrière solo. 
Betty Goes Green en 10 ans d'existence a sorti six albums, 17 singles et donné plus de 900 concerts à travers l'Europe.

## Membres
- Luc Crabbe : voix, guitare
- Joël Bacart : batterie
- Tony Gezels : basse
- Nathalie Duyver : piano, claviers, voix
- Pieter De Cort : guitare (1990-1994)
- Tjenne Berghmans : guitare (1994-1995)
- Johan Ancaer : guitare (1998-2001)

## Discographie

### Singles
- Betty Goes Green, 1991.
- Fooled around Town, 1991.
- Cold by the sea, 1992.
- Hunaluria, 1993.
- Life Long Devotion, 1993.
- Wipe your Tears, 1993.
- Wigs, 1994.
- I Love It, 1994.
- Go to Hook Her, 1994.
- Ring Ring, 1996.
- Get Mad, 1996.
- Helmet, 1998.
- The Well, 1998.
- Two Steps, 1998.
- Home, 1998.
- Major crush, 2000.
- Space Monkeys, 2000.

### Albums
- Hell of a Show, 1991.
- Hunaluria, 1993.
- Hand Some, 1994.
- Hedonic Tone, 1996.
- The Well, 1998.
- Dreamers & Lovers, 2000.